# Air Cargo Global
Air Cargo Global war eine slowakische Frachtfluggesellschaft mit Sitz auf dem Flughafen Bratislava.

## Geschichte
Die Gesellschaft, unter Leitung des ehemaligen Aeroflot-Angestellten und CEO, Andrey Goryashko, wurde im Jahre 2013 gegründet und flog seit dem Sommer 2014 zwischen Frankfurt bzw. Bratislava und den asiatischen Zielen Shanghai bzw. Hong Kong. Auch humanitäre Sonderflüge von Europa, u. a. von Köln/Bonn nach z. B. Monrovia und Conakry in Westafrika wurden bereits durchgeführt. Aus Mitarbeiterkreisen wurde am 26. Februar 2020 bekannt, dass die Gesellschaft ihren Betrieb eingestellt habe. So wurden allen Mitarbeitern des deutschen Standortes Frankfurt am Main gekündigt. Bereits seit Dezember 2019 kam es zu keinem Einsatz der drei betriebenen Boeing 747-400F.

## Flotte

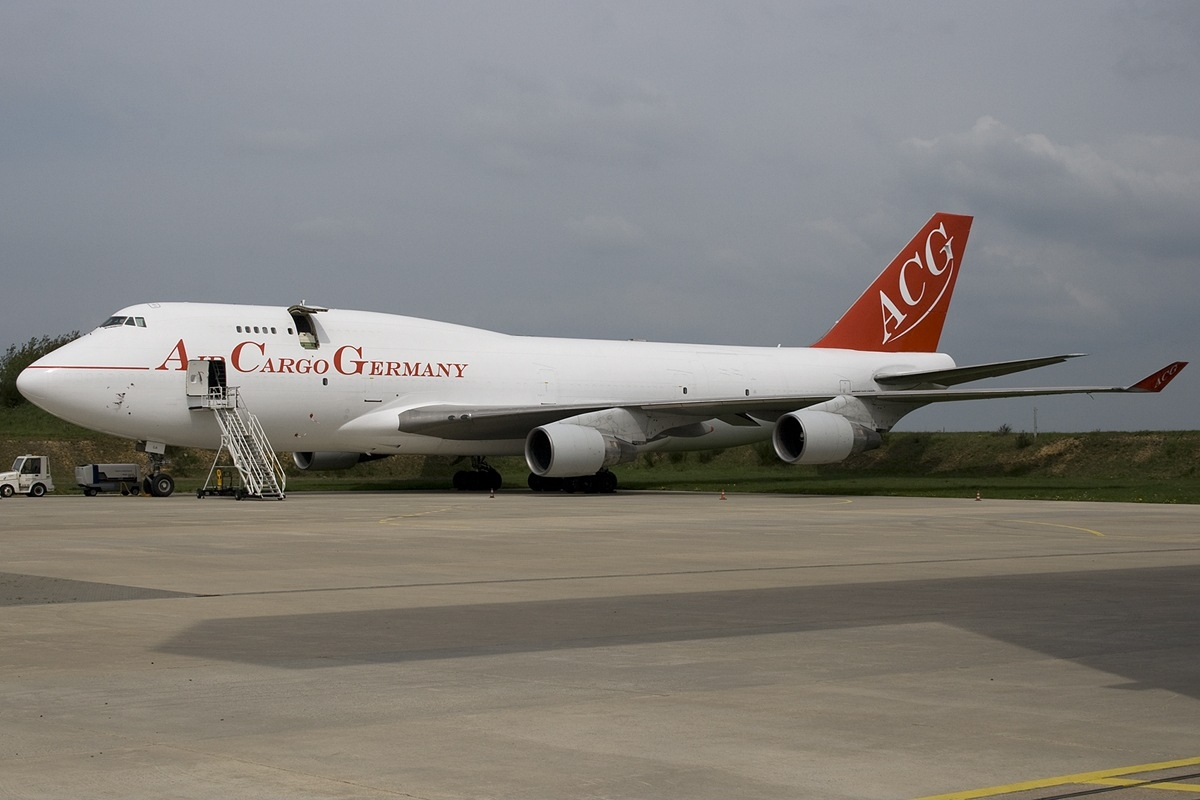
Die Boeing 747-400F (OM-ACG) der Air Cargo Global mit der Bemalung des vormaligen Besitzers Air Cargo Germany

Mit Stand Juni 2018 bestand die Flotte der Air Cargo Global aus drei Boeing 747-400F mit einem Durchschnittsalter von 27,0 Jahren.